# Somebody That I Used to Know
«Somebody That I Used to Know» (с англ. — «Кто-то, кого я знал») — песня австралийского певца и автора Готье при участии новозеландской певицы Кимбры. В конце 2011 года сингл возглавил чарты многих стран, включая Великобританию (4 недели № 1 в UK Singles Chart), Австралию (8 недель № 1), Бельгию, Германию, Голландию, Данию, Новую Зеландию, Польшу (18 недель № 1) и др. В США сингл стал 1-м в истории, который возглавлял не только основной Billboard Hot 100, но и многие разножанровые чарты: Alternative Songs (Modern Rock Tracks), Dance/Club Play Songs, Hot Dance Airplay, Dance/Mix Show Airplay, Hot Digital Songs, Rock Songs, Pop Songs, Adult Pop Songs, Triple A. В Канаде песня стала № 1 в Canadian Alternative Rock и Canadian Hot 100.
Оба исполнителя (Готье и Кимбра) благодаря этой песне получили престижные музыкальные награды «Грэмми» в категориях «Запись года» и «Лучшее поп-исполнение дуэтом/группой» и ARIA Music Awards от имени Австралийской ассоциации звукозаписывающих компаний: лучший певец, лучший продюсер, лучшая певица и лучшая песня года в Австралии 2011 года.
К июню 2012 года в мире было продано более 9 млн копий сингла, а видеоклип на YouTube был просмотрен более 2 млрд раз (по состоянию на ноябрь 2022 года). Журнал Billboard назвал Somebody That I Used to Know песней № 1 по итогам года в США.

## Композиция
«Somebody That I Used to Know» — это среднетемповая арт-поп песня, продолжительность которой составляет четыре минуты и четыре секунды. Готье использует семпл инструментальной песни «Seville» бразильского джазового гитариста Луиса Бонфа 1967 года, с дополнительными инструментами, включая наигранную на ксилофоне мелодию детской песенки «Baa, Baa, Black Sheep». Песня была написана и спродюсирована самим Готье в сарае его родителей на полуострове Морнингтон, штат Виктория. Готье отметил, что написал песню «довольно линейно», объяснив, что «я написал первый куплет, второй куплет, дошёл до конца первого припева и впервые в жизни подумал: „Нет ничего интересного, что можно было бы добавить к истории этого парня“. Она казалась слабой».
Трек был записан в период с января по май 2011 года. Готье пытался найти подходящую вокалистку, так как одна «высококлассная вокалистка» отказалась от сотрудничества в последний момент, и Кимбра «удачно подошла на замену». Он попробовал и свою девушку, Таш Паркер, но «каким-то образом их счастье означало, что это не сработало», поэтому он последовал рекомендации звукорежиссёра-микшера песни и использовал вокал Кимбры. Мартин Дэвис из Click Music счёл песню «мгновенно пленительной» и назвал голос Кимбры «чистым и сахарным», далее отметив, что он имеет «жуткое сходство» с певицей Кэти Перри.

## Продвижение
Песня звучала в телесериалах «90210: Новое поколение» и «Сплетница» (Gossip Girl). В феврале 2012 года, Готье дебютировал на американском телевидении в шоу Jimmy Kimmel Live!, где представил свою песню.

## Отзывы
Песня получила в целом положительные отзывы и выиграла главную Грэмми в категории За лучшую запись года. Программа Take 40 Australia рассказал о приёме песни публикой на фестивале Splendour in the Grass в июле 2011 года: «Последняя песня Готье с участием Кимбры „Somebody That I Used To Know“ стала своего рода неофициальным гимном фестиваля… каждый автомобиль крутил её через свои колонки весь день, каждый день… и у всех на устах был вопрос, присоединится ли Кимбра к нему на треке. К счастью, мечты сбылись… он выдал невероятный сет, кульминацией которого стала версия песни с Кимброй на вокале, о которой люди не переставали говорить все выходные». Джон О’Брайен из Allmusic считает, что трек стал «неожиданным хит-парадом… [это] странная песня о расставании, чьи заикающиеся ритмы, регги-хуки и хриплый вокал звучат как The Police в ремиксе The xx».
Льюис Корнер, написавший рецензию для Digital Spy, поставил песне четыре звезды из пяти и назвал её «балладой в стиле Bon Iver для широких масс, покупающих музыку». Мартин Дэвис из Click Music поставил песне пять звезд из пяти и заявил, что это «тот редкий пример трека, который бьет прямо между глаз».
В ноябре 2011 года музыкальный блог This Must Be Pop предсказал, что песня станет хитом Великобритании после Рождества. Джон Уотсон, который вместе с Дэнни Роджерсом руководит группой Готье в качестве менеджера, сказал об успехе сингла: «Мы никогда не видели, чтобы какая-либо песня имела более глубокую или более непосредственную связь с таким количеством людей. Это действительно особенная запись и видео». Говоря об ошеломляющем приёме и количестве публикаций, Готье сказал: «Я не чувствую, что она [песня] больше принадлежит мне». Далее он объяснил, что «иногда мне кажется, что я немного устал от неё. В моём почтовом ящике в любой день есть как минимум пять каверов, пародий или ремиксов на эту песню, а одну и ту же песню тяжело слушать столько раз».

## Награды и номинации
На церемонии вручения музыкальных наград ARIA Music Awards (Австралия) в 2011 году песня «Somebody That I Use to Know» получила награды «Сингл года», «Лучший поп-релиз», «Лучшее видео» (для Наташи Пинкус), «Инженер года» (для Франсуа Тетаз) и «Продюсер года» (для Готье). Готье также стал лучшим исполнителем среди мужчин за эту песню, а Кимбра — лучшим исполнителем среди женщин за свой предыдущий сингл «Cameo Lover». На музыкальной премии APRA Music Awards Австралазийской правовой ассоциации в 2012 году песня «Somebody That I Used to Know» стала самой популярной австралийской работой и песней года, а Готье — автором песен года. Он также был номинирован на премию Teen Choice Awards 2012 года в категориях «Выбор рок-песни» и «Выбор песни о расставании». Песня была номинирована на 55-й церемонии вручения премии «Грэмми» в 2013 году в категориях «Запись года» и «Лучшее поп-исполнение дуэтом/группой», получив обе награды.

### APRA Awards
| Год                                                     | Номинируемая работа         | Категория | Результат |
| ------------------------------------------------------- | --------------------------- | --------- | --------- |
| 2012                                                    |                             |           |           |
| «Somebody That I Used to Know» — Gotye featuring Kimbra | Most Played Australian Work | Победа    |           |
| «Somebody That I Used to Know» — Gotye featuring Kimbra | Song of the Year            | Победа    |           |

### ARIA Awards
Готье с участием Кимбры исполнил песню «Somebody That I Used to Know» на церемонии награждения.
| Год  | Номинируемая работа                                     | Категория                                | Результат |
| ---- | ------------------------------------------------------- | ---------------------------------------- | --------- |
| 2011 | «Somebody That I Used to Know» — Gotye featuring Kimbra | Single of the Year                       | Победа    |
| 2011 | «Somebody That I Used to Know» — Gotye featuring Kimbra | en:ARIA Award for Highest Selling Single | Номинация |
| 2011 | «Somebody That I Used to Know» — Gotye featuring Kimbra | Best Pop Release                         | Победа    |
| 2011 | «Somebody That I Used to Know» — Gotye featuring Kimbra | Best Video                               | Победа    |

### Grammy Awards
В 2012 году на 55-й церемонии «Грэмми» совместная работа Кимбры с Готье «Somebody That I Used To Know» получила награды «Запись года» и «Лучшее поп-исполнение дуэтом/группой». Премия «Грэмми» вручается в США ежегодно с 1959 года Национальной академией звукозаписывающих искусств и наук (NARAS).
| Год  | Номинируемая работа            | Категория                      | Результат |
| ---- | ------------------------------ | ------------------------------ | --------- |
| 2013 | «Somebody That I Used to Know» | Record of the Year             | Победа    |
| 2013 | «Somebody That I Used to Know» | Best Pop Duo/Group Performance | Победа    |

## Коммерческий успех
«Somebody That I Used to Know» была выпущена в цифровом формате 6 июля 2011 года, дебютировав на #27 в Австралийском чарте ARIA Top 50. Через 4 недели он достиг третьего места, а 15 августа 2011 года возглавил хит-парад, лидируя рекордные 8 недель подряд. Песня стала № 1 в голландском Dutch Top 40.
14 января 2012 года сингл дебютировал в США, начав с 91 места в Billboard Hot 100 и через 15 недель достигнув первого места. При этом было сделано 542 000 цифровых загрузок, что стало 4-м результатом с момента начала их учёта в 2003 году службой Nielsen SoundScan.
Сингл «Somebody That I Used to Know» стал 1-м с 1963 года хитом на вершине чарта США (Hot 100) от исполнителя рождённого в Бельгии. Полвека назад во всём мире лидировала песня «Dominique» в исполнении бельгийской монашки Жаннин Деккерс (известной как The Singing Nun). Но, поскольку с 2 лет Готье жил в Австралии, то он стал 1-м с 2000 года представителем своей страны на № 1 в США впервые после группы Savage Garden (тогда эта группа лидировала 4 недели с песней «I Knew I Loved You»). Из солистов из Австралии последний раз на вершине Hot 100 была Оливия Ньютон-Джон (10 недель лидерства с песней «Physical», начав в ноябре 1981 года), а из мужчин-австралийцев (без учёта групп) на вершине никого не было более 30 лет (тогда лидировал Рик Спрингфилд с песней «Jessie’s Girl»).
В США сингл также возглавил рок-чарты Rock Songs и Alternative Songs журнала Billboard. В апреле 2012 года сингл разошёлся тиражом в 4,5 млн копий во всём мире по данным Universal Republic. 19 апреля 2012 года официальный видеоклип на YouTube посмотрели 200 млн раз. В январе 2012 года музыкальный видеоблог «Yes, We’ve Got a Video!» назвал этот клип лучшим видео 2011 года, описывая его как «уникальный художественный эксперимент».
- Песня стала первой в истории, чьи цифровые продажи 3 недели превышали 400 тысяч (542 000, 463 000 и 414 000 загрузок в каждую из трёх последних недель соответственно). Ранее, с меньшими результатами (по 2 недели более 400 тыс.) отличились только три песни: «Right Round» певца Flo Rida (28.02 и 07.03.2009), «Grenade» Бруно Марса (08.01 и 15.01.2011) и «Born This Way» певицы Lady Gaga (26.02 и 05.03.2011)[55].

В 4-ю неделю лидерства сингл стал 1-м в истории, одновременно возглавлявшим 4 разножанровых чарта (кроме объединённого Hot 100, ещё и тематические Alternative Songs, Dance/Club Play Songs и Hot Dance Airplay). Также он стал только третьим одновременно возглавлявшим рок- (Alternative Songs, Rock Songs) и танцчарты (Dance/Club Play Songs, Dance/Mix Show Airplay), вслед за «Discotheque» группы U2 (1997) и «Regret» группы New Order (1993). В чарте Alternative Songs Готье стал первым в истории рок-солистом, кто возглавлял его 10 недель (другие рекорды этом чарте принадлежат только группам), а затем и 12 недель. Также было лидерство в чартах Radio Songs, Hot Digital Songs, Pop Songs, Adult Pop Songs, Triple A, On-Demand Songs.
По состоянию на октябрь 2015 года в США было продано 7,9 млн копий трека, что сделало его четвёртым самым продаваемым цифровым синглом в стране за всё время.

## Видеоклип
Музыкальное видео на песню «Somebody That I Used to Know» было спродюсировано и смонтировано австралийской художницей Наташей Пинкус, а снято австралийским оператором Уорвиком Филдом. На протяжении всего клипа Готье и Кимбра показаны обнажёнными, и пока Готье поёт первую половину песни, его кожа постепенно «сливается» с разноцветным геометрическим фоном, из которого затем «материализуется» Кимбра и поёт вторую часть. В конце с Кимбры «смывается» краска, в то время как Готье остаётся частью общего фона. Этим подчёркивается финальная и заглавная строчка припева — «Теперь ты просто кто-то, с кем я был знаком» (англ. Now you're just somebody that I used to know).
Фон видео основан на художественном произведении 1980-х годов, созданном отцом Готье Фрэнком де Бакером, разработавшим также обложку для альбома Making Mirrors. Для росписи по телу была нанята Эмма Хак — профессиональная художница из Аделаиды, а сам фон изобразил мельбурнский живописец Говард Кларк. По словам Эммы, на «раскраску» Готье и Кимбры, чтобы узор на них соответствовал фону Кларка, потребовалось более 23 часов. Полученная таким образом «картина» символизирует совместные отношения героев клипа, рухнувшие вместе с «отделившейся» от неё Кимброй. Процесс появления узора на стене и на теле Готье, а также его «исчезновение» с тела Кимбры были сняты с помощью покадровой анимации.
Перед официальной премьерой музыкальное видео просочилось на веб-сайт Take 40 Australia. По словам Пинкус, «оно было украдено из нашей системы. Через пять минут оно было повсюду». 30 июля 2011 года состоялась его официальная премьера на YouTube и в австралийском музыкальном шоу Rage. Музыкальное видео было хорошо встречено своим художественным стилем, набрав 200 000 просмотров за первые две недели, а также получило продвижение в Твиттере от Эштона Катчера и Кэти Перри.

## В поп-культуре
В выпуске КВН, вышедшем в эфир Первого канала 22 апреля 2012 года, команда «Сега Мега Драйв 16 бит» исполнила изменённую версию песни.
Свою версию «Somebody That I Used to Know» записал голландский хор радио «The Netherlands Radio Choir».

## Список композиций
| Цифровые загрузки 1. «Somebody That I Used to Know» (Готье при участии Кимбры) — 4:04 2. «Somebody That I Used to Know» (Radio Mix) (Готье при участии Кимбры) — 3:33 3. «Somebody That I Used to Know» (Инструментальный) (Готье)—4:04 Цифровые загрузки — Ремикс Tiësto 1. «Somebody That I Used to Know» (Готье при участии Кимбры) (Ремикс Tiësto) — 4:33 | Виниловый сингл (7") 1. «Somebody That I Used to Know» (Готье при участии Кимбры) — 4:04 2. «Bronte» — 3:13 CD-сингл 1. «Somebody That I Used to Know» (Готье при участии Кимбры) — 4:04 2. «Easy Way Out» — 1:57 |

## Участники записи
Адаптировано из примечаний к компакт-диску «Somebody That I Used to Know»
- Готье — вокал, автор, продюсер, гитара, синтезатор, ксилофон, флейта, звукозапись, перкуссия, семплы
- Кимбра — вокал
- Лукас Таранто — бас-гитара
- Франсуа Тетаз[англ.] — микширование
- Уильям Боуден — мастеринг
- Ральф Тейн — ремиксер (Radio Mix)
- Франк Де Бейкер — художественное оформление (рисунок на задней и внутренней стороне обложки)
- Кэт Каллади — художественное оформление (рисунок на передней стороне обложки)

## Чарты
| Чарт (2011—21)                                   | Высшая позиция |
| ------------------------------------------------ | -------------- |
| Австралия (ARIA)                                 | 1              |
| Австрия (Ö3 Austria Top 40)                      | 1              |
| Бельгия/Фландрия (Ultratop 50)                   | 1              |
| Бельгия/Валлония (Ultratop 50)                   | 1              |
| Болгария (IFPI)                                  | 2              |
| Канада (Canadian Hot 100)                        | 1              |
| Канада (Billboard AC)                            | 5              |
| Канада (Billboard CHR/Top 40)                    | 1              |
| Канада (Billboard Hot AC)                        | 1              |
| Канада (Billboard Rock)                          | 5              |
| Чехия (Rádio — Top 100)                          | 1              |
| Дания (Tracklisten)                              | 1              |
| Финляндия (Suomen virallinen lista)              | 1              |
| Франция (SNEP)                                   | 1              |
| Германия (GfK)                                   | 1              |
| Германия (Airplay Chart)                         | 1              |
| Греция Digital Songs (Billboard)                 | 2              |
| Венгрия (Dance Top 40)                           | 1              |
| Венгрия (Rádiós Top 40)                          | 1              |
| Ирландия (IRMA)                                  | 1              |
| Гондурас (Honduras Top 50)                       | 33             |
| Израиль (Media Forest)                           | 1              |
| Италия (FIMI)                                    | 1              |
| Япония (Billboard Japan Hot 100)                 | 10             |
| Мексика, Top Inglés (Monitor Latino)             | 1              |
| Мексика, Airplay Chart (Billboard International) | 8              |
| Португалия (Billboard)                           | 2              |
| Нидерланды (Dutch Top 40)                        | 1              |
| Нидерланды (Single Top 100)                      | 1              |
| Новая Зеландия (Recorded Music NZ)               | 1              |
| Норвегия (VG-lista)                              | 2              |
| Польша (Polish Airplay Top 100)                  | 1              |
| Румыния (Airplay 100)                            | 1              |
| Шотландия (OCC Scotland)                         | 1              |
| Словакия (Rádio — Top 100)                       | 1              |
| Словения (SloTop50)                              | 17             |
| Испания (PROMUSICAE)                             | 3              |
| Швеция (Sverigetopplistan)                       | 1              |
| Швейцария (Schweizer Hitparade)                  | 2              |
| Великобритания (OCC UK Singles)                  | 1              |
| США (Billboard Hot 100)                          | 1              |
| США (Billboard Adult Alternative Songs)          | 1              |
| США (Billboard Adult Contemporary)               | 1              |
| США (Billboard Adult Pop Airplay)                | 1              |
| США (Billboard Alternative Airplay)              | 1              |
| США (Billboard Dance/Mix Show Airplay)           | 1              |
| США (Billboard Dance Club Songs)                 | 1              |
| США (Billboard Hot Rock & Alternative Songs)     | 1              |
| США (Billboard Pop Airplay)                      | 1              |
| Венесуэла, Pop Rock General (Record Report)      | 1              |

| Чарт (2011)                      | Позиция |
| -------------------------------- | ------- |
| Австралия (ARIA)                 | 2       |
| Бельгия (Ultratop 50 Flanders)   | 1       |
| Бельгия (Ultratop 50 Wallonia)   | 73      |
| Германия (Media Control Charts)  | 32      |
| Нидерланды (Dutch Top 40)        | 5       |
| Нидерланды (Mega Single Top 100) | 3       |
| Новая Зеландия (RIANZ)           | 3       |

| Чарт (2012)                              | Позиция |
| ---------------------------------------- | ------- |
| Австралия (ARIA)                         | 40      |
| Австрия                                  | 2       |
| Бельгия (Ultratop 50 Flanders)           | 10      |
| Бельгия (Ultratop 50 Wallonia)           | 1       |
| Канада (Canadian Hot 100)                | 1       |
| Франция (SNEP)                           | 2       |
| Германия (Media Control Charts)          | 4       |
| Венгрия (Rádiós Top 40)                  | 2       |
| Израиль (Media Forest)                   | 1       |
| Италия (FIMI)                            | 4       |
| Нидерланды (Dutch Top 40)                | 34      |
| Нидерланды (Mega Single Top 100)         | 13      |
| Новая Зеландия (RIANZ)                   | 11      |
| Польша (ZPAV)                            | 2       |
| Румыния (Romanian Top 100)               | 2       |
| Россия (Tophit)                          | 5       |
| Испания (PROMUSICAE)                     | 6       |
| Швеция (Sverigetopplistan)               | 2       |
| Швейцария (Schweizer Hitparade)          | 2       |
| Великобритания (Official Charts Company) | 1       |
| США (Billboard Hot 100)                  | 1       |
| США (Adult Contemporary)                 | 6       |
| США (Adult Pop Songs)                    | 1       |
| США (Alternative Songs)                  | 1       |
| США (Hot Dance Club Songs)               | 6       |
| США (Dance/Mix Show Airplay)             | 8       |
| США (Mainstream Top 40)                  | 8       |
| США Rock Songs                           | 4       |

| Чарт (2013)                        | Позиция |
| ---------------------------------- | ------- |
| Венгрия (Rádiós Top 40)            | 100     |
| Россия (Tophit)                    | 7       |
| Словения (SloTop50)                | 33      |
| Украина (Tophit)                   | 145     |
| США Adult Contemporary (Billboard) | 13      |

| Чарт (2010—2019)                            | Позиция |
| ------------------------------------------- | ------- |
| Австралия (ARIA)                            | 2       |
| Австралия (Australian Artist Singles, ARIA) | 1       |
| Германия (Official German Charts)           | 21      |
| Великобритания (Official Charts Company)    | 22      |
| США (Billboard Hot 100)                     | 8       |

| Чарт                                     | Позиция |
| ---------------------------------------- | ------- |
| Австралия (ARIA)                         | 6       |
| Великобритания (Official Charts Company) | 40      |
| США (Billboard Hot 100)                  | 32      |
| США (Adult Pop Songs, Billboard)         | 39      |

## Сертификации
| Регион | Сертификация   | Продажи    |
| --- | -------------- | ---------- |
| Австралия (ARIA) | 22× Платиновый | 1 540 000  |
| Австрия (IFPI Austria) | 2× Платиновый  | 60 000*    |
| Бельгия (BEA) | 4× Платиновый  | 120 000*   |
| Канада | —              | 653,000    |
| Дания (IFPI Danmark) | 3× Платиновый  | 90 000^    |
| Дания (IFPI Danmark) · Streaming | 4× Платиновый  | 7 200 000  |
| Финляндия (Musiikkituottajat) | Золотой        | 6,774      |
| Германия (BVMI) | 4× Платиновый  | 1 200 000  |
| Италия (FIMI) | 4× Платиновый  | 120 000*   |
| Новая Зеландия (RMNZ) | 5× Платиновый  | 75 000*    |
| Испания (PROMUSICAE) | Платиновый     | 40 000*    |
| Швеция (GLF) | Платиновый     | 40 000     |
| Швейцария (IFPI Switzerland) | 3× Платиновый  | 90 000^    |
| Великобритания (BPI) | 4× Платиновый  | 2 400 000  |
| США (RIAA) | 14× Платиновый | 14 000 000 |
| * Данные о продажах приведены только на основе сертификации. · ^ Данные о тиражах приведены только на основе сертификации. · Данные о продажах + прослушиваниях приведены только на основе сертификации. · Данные только о прослушиваниях приведены на основе сертификации. |                |            |

## История релиза
| Страна         | Дата            | Формат                 | Лейбл                                                  | Версия           |
| -------------- | --------------- | ---------------------- | ------------------------------------------------------ | ---------------- |
| Австралия      | 5 июля 2011     | Цифровые загрузки      | Samples 'n' Seconds Records / Eleven Music             | Альбомная версия |
| Новая Зеландия | 5 июля 2011     | Цифровые загрузки      | Samples 'n' Seconds Records / Eleven Music             | Альбомная версия |
| Бельгия        | 29 июля 2011    | Цифровые загрузки      | Samples 'n' Seconds Records / V2 Benelux               | Альбомная версия |
| Нидерланды     | 29 июля 2011    | Цифровые загрузки      | Samples 'n' Seconds Records / V2 Benelux               | Альбомная версия |
| Германия       | 11 ноября 2011  | Цифровые загрузки      | Samples 'n' Seconds Records / Universal Music          | Альбомная версия |
| Великобритания | 30 декабря 2011 | Цифровые загрузки      | Samples 'n' Seconds Records / Universal Island Records | Альбомная версия |
| США            | 20 января 2012  | Цифровые загрузки      | Samples 'n' Seconds Records / Universal Music          | Альбомная версия |
| США            | 12 марта 2012   | Contemporary hit radio | Fairfax Records / Universal Republic Records           | Альбомная версия |
| США            | 17 апреля 2012  | Цифровые загрузки      | Samples 'n' Seconds Records / Universal Music          | Ремикс Tiesto    |
| Великобритания | 4 мая 2012      | Цифровые загрузки      | Samples 'n' Seconds Records / Universal Island Records | Ремикс Tiesto    |

## ВерсияWalk Off the Earth
В январе 2012 года канадская инди-рок группа Walk Off the Earth загрузила свою версию песни «Somebody That I Used to Know» на видеосервис YouTube. На их видеоклипе все пять членов группы играют на одной единственной гитаре. Позднее они исполнили её живьём на шоу Ellen Show, и опять на одной гитаре. Видео имело огромный успех, сравнимый с оригинальной версией, на 9 февраля 2022 года её посмотрело более 190 миллионов зрителей YouTube.
К апрелю 2012 года тираж песни составил 187,000 единиц в США.

### Список треков
- CD-сингл[188]

1. «Somebody That I Used to Know» — 4:08
2. «Somebody That I Used to Know» (Music video) — 4:25

- CD maxi-single[188]

1. «Somebody That I Used to Know» — 4:08
2. «Money Tree» — 3:13
3. «Joan and Bobby» — 3:38
4. «From Me to You» — 1:48
5. «Somebody That I Used to Know» (Video) — 4:25

| Чарт (2012)                                          | Высшая позиция |
| ---------------------------------------------------- | -------------- |
| Австрия (Ö3 Austria Top 40)                          | 30             |
| Бельгия/Фландрия (Ultratop 50)                       | 30             |
| Бельгия/Валлония (Ultratop 50)                       | 28             |
| Канада (Billboard Canadian Hot 100)                  | 13             |
| Канада (Billboard AC)                                | 42             |
| Дания (Tracklisten)                                  | 12             |
| Франция (SNEP)                                       | 80             |
| Германия (GfK)                                       | 41             |
| Нидерланды (Single Top 100)                          | 9              |
| Швеция (Sverigetopplistan)                           | 45             |
| Швейцария (Schweizer Hitparade)                      | 54             |
| Великобритания (UK Singles, Official Charts Company) | 80             |
| США (Billboard Bubbling Under Hot 100)               | 9              |

| Чарт (2012)               | Позиция |
| ------------------------- | ------- |
| Канада (Canadian Hot 100) | 96      |

| Регион                                                       | Сертификация | Продажи |
| ------------------------------------------------------------ | ------------ | ------- |
| Канада (Music Canada)                                        | Платиновый   | 80 000* |
| * Данные о продажах приведены только на основе сертификации. |              |         |

## ВерсияThe Waffle Stompers
В августе 2012 года на YouTube появилась видеозапись, на которой песню, подобно группе Walk Off the Earth, исполняют на одной укулеле члены группы The Waffle Stompers — на этот раз вшестером.

## ВерсияGlee
10 апреля 2012 года концертный коллектив сериала Хор (Glee) в эпизоде «Big Brother» представил свою версию песни в исполнении американских актёров и музыкантов Даррена Крисса (в роли Блейна Андерсона) и Мэтта Бомера (в роли Купера Андерсона). Тираж составил 152 000 цифровых загрузок в первую неделю релиза и трек дебютировал на десятом месте в Digital Songs и на 26-м месте в основном американском хит-параде Hot 100.

### Чарты
| Чарт (2012)                         | Высшая позиция |
| ----------------------------------- | -------------- |
| Канада (Billboard Canadian Hot 100) | 21             |
| Великобритания (OCC UK Singles)     | 48             |
| США (Billboard Hot 100)             | 26             |

## ВерсияThree Days Grace
22 июля 2020 года канадская рок-группа Three Days Grace сделала кавер-версию песни и выпустила ее в качестве неальбомного сингла. Позже песня была включена в качестве бонус-трека в японскую версию седьмого альбома группы Explosions. На эту версию также был выпущен клип (режиссер Майк Филсингер), в котором группа выступает на фоне скетча. Кавер-версия песни вошла в чарты рок-песен Канады и США. Песня достигла седьмого места в рок-чарте Billboard Canada и 19-го места в чарте Rock Airplay США.
Вокалист Мэтт Уолст так отозвался об этой песне, сказав: «Когда я впервые услышал „Somebody That I Used to Know“, у меня по коже побежали мурашки! Такое случалось со мной всего несколько раз в жизни. Я помню, как слушал ее снова и снова и просто был счастлив». Музыка выделяет в мозг химическое вещество, улучшающее настроение, которое может создавать хорошее настроение и доставлять удовольствие. Музыка — это действительно лучший наркотик!".
Продюсерами трека выступили барабанщик Нил Сандерсон и Говард Бенсон. Басист Брэд Уолст рассказал Brave Words, что Мэтт Уолст прислал ему голосовое сообщение, где он поет эту песню на акустической гитаре, и Брэд подумал, что было бы неплохо выпустить ее кавер-версию. Группа записала трек отдельно.
Музыкальное видео было выпущено 22 июля 2020 года, режиссером выступил Майк Филсингер. Оно было записано на iPhone, участники группы выступали перед белым брезентом, а после окончания съемок поверх него был добавлен фильтр.

#### Список композиций
| №  | Название                       | Длительность |
| -- | ------------------------------ | ------------ |
| 1. | «Somebody That I Used to Know» | 3:29         |

| №  | Название                       | Длительность |
| -- | ------------------------------ | ------------ |
| 1. | «Somebody That I Used to Know» | 3:29         |
| 2. | «Right Left Wrong»             | 3:57         |
| 3. | «Infra-Red»                    | 3:50         |
| 4. | «The Mountain»                 | 3:21         |

| Чарт (2020)                                | Высшая позиция |
| ------------------------------------------ | -------------- |
| Канада (Billboard Rock)                    | 7              |
| Чехия Rock (IFPI)                          | 6              |
| Финляндия (Suomen virallinen lista)        | 50             |
| США (Billboard Rock & Alternative Airplay) | 19             |

| Чарт (2021)                            | Позиция |
| -------------------------------------- | ------- |
| США (Hot Hard Rock Songs, Billboard)   | 43      |
| США (Mainstream Rock Songs, Billboard) | 50      |